# 1900 en astronomie
Cet article présente les faits marquants de l'année 1900 en astronomie.

## Évènements

### Avril
- 9 avril : Albert Abraham Michelson, physicien américain, est élu correspondant de l'Institut de France[1]. Son nom est associé à l'expérience de Michelson-Morley.

### Mai
- 28 mai : éclipse du Soleil (en)[2].

### Juillet
- Conférence astrophotographique internationale[3], tenue à Paris.

### Sans date précise

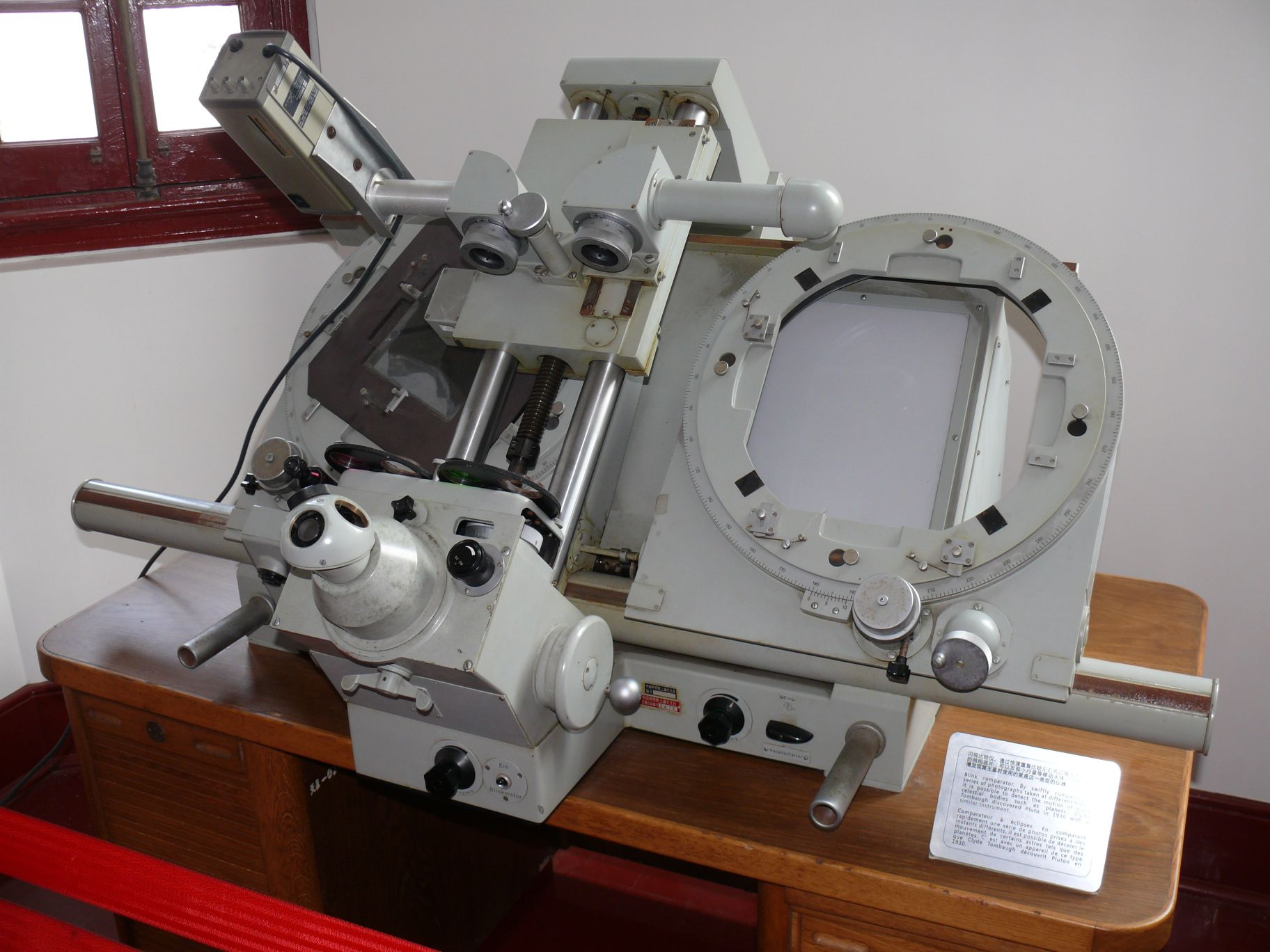
Comparateur à clignotement, Sheshan ; indications en chinois, anglais et français.

- L'observatoire de Sheshan (en), en Chine (aujourd'hui réuni à l'observatoire astronomique de Shanghaï) fait ses premières observations. Il a été créé à Sheshan par des jésuites français.
- Construction de l'observatoire Winfree (en) à Lynchburg (Virginie). Il est sous la direction du collège Randolph (en).

## Prix
- Médaille Bruce (astronomie) : David Gill.
- Médaille Janssen : Edward Emerson Barnard.
- Prix Jules-Janssen (astronomie) : Pierre Puiseux.
- Prix Lalande : Michel Giacobini.
- Médaille d'or de la Royal Astronomical Society : Henri Poincaré.
- Prix Valz : Aloys Verschaffel.

## Publications
- Decade of discovery in astronomy and astrophysics, Washington, National Academies Press
- Working papers : Astronomy and astrophysics panel reports (OCLC 923268351)
- Robert Stawell Ball, The elements of astronomy
- Camille Flammarion, L'astronomie en 1900: exposé général illustré de 30 figures, Société astronomique de France, 142 p.
- Torvald Køhl (da), Astronomical observation in 1900, Publications of the Astronomical Society of the Pacific, vol. 13, no 77. — À Odder au Danemark[4].
- Samuel Pierpont Langley, The new astronomy
- Simon Newcomb, Elements of astronomy, New York, Cincinnati American Book Co.
- A. Sokolov, Observations des petites planètes et de la comète 1899 e, faites au réfracteur de 15 pouces de l'observatoire de Poulkovo en 1899, Saint-Pétersbourg, Académie impériale des sciences — L'observatoire de Poulkovo fait maintenant partie du patrimoine de l'humanité.
- Vsevolod Victorovitch Stratonoff, Études sur la structure de l'univers : atlas. — Le volume 2 paraîtra en 1901.

## Naissances
- Janvier 
  - 1er janvier : Alexandre Nikolaïevitch Deutsch (mort en 1986), astronome russe[5].
  - 2 janvier : Leslie Peltier (mort en 1980), astronome amateur américain.
- Avril
  - 28 avril : Jan Oort (mort en 1992), astronome néerlandais. Le nuage de Oort rappelle sa mémoire.
- Mai
  - 10 mai : Cecilia Payne-Gaposchkin (morte en 1979), astronome américaine née au Royaume-Uni.
- Juin
  - 3 juin : Adelaide Ames (morte en 1932), astronome américaine.

## Décès
- Février
  - 15 février : Karl Theodor Robert Luther (né en 1822), astronome allemand.
  - 21 février : Charles Piazzi Smyth (né en 1819), astronome britannique.
- Mars
  - 5 mars : Emmanuel Liais (né en 1826), astronome, botaniste et explorateur français.
- Août
  - 12 août : James Edward Keeler, astronome américain. On a nommé en son honneur la division de Keeler dans les anneaux de Saturne, un cratère sur la Lune, un cratère sur Mars, ainsi que l'astéroïde (2261) Keeler.